# Alleanza per il Futuro dell'Austria
L'Alleanza per il Futuro dell'Austria (in tedesco Bündnis Zukunft Österreich, BZÖ) è un partito politico austriaco, classificato tra i partiti populisti di destra.

## Storia
La BZÖ è stata fondata il 4 aprile 2005 da Jörg Haider e altri membri del Partito della Libertà Austriaco (FPÖ), poco prima di essere espulsi dal loro partito di origine che consideravano essersi spostato troppo a destra.
La BZÖ si proponeva di continuare la politica "nazional-popolare" che aveva connotato l'FPÖ sotto la guida di Haider. Tale politica venne in parte accantonata dai Liberali con l'arrivo alla guida del partito di Heinz-Christian Strache. La BZÖ aveva inizialmente faticato a radicarsi al di fuori della Carinzia, Stato del quale Haider era governatore dal 1999, e nelle elezioni federali del 2006 superò di poco lo sbarramento del 4% dei voti, riuscendo inaspettatamente ad eleggere 7 deputati.
Nel 2008 il partito ha ottenuto un clamoroso successo alle elezioni federali anticipate: 10,7% dei voti (38,5% in Carinzia) e 21 seggi, che unito al 17,5% del rivale FPÖ fa 28,2% e 55 seggi. In seguito alle elezioni si è aperto un dibattito interno ai due partiti su di una possibile riunificazione, anche se Strache ha finora rifiutato categoricamente l'ipotesi, senza tuttavia escludere di poter collaborare al governo.
Nell'ottobre 2008 la BZÖ è scossa dalla morte improvvisa, in un incidente stradale, del proprio leader Haider. Stefan Petzner, già portavoce di Haider, viene nominato presidente temporaneo della BZÖ. A seguito di indiscrezioni circa una relazione tra Haider e Petzner, quest'ultimo è stato nominato vice presidente del partito, mentre Josef Bucher è stato eletto presidente. Nello stesso giorno Gerhard Dörfler è stato eletto governatore della Carinzia in sostituzione di Haider.
Nelle elezioni statali in Carinzia del marzo 2009 la BZÖ ha ottenuto il suo miglior risultato di sempre: 44,9% e 17 eletti nel Landtag. In seguito a tale successo, Dörfler è stato riconfermato governatore dello Stato.
Nelle elezioni nazionali nel 2013, la BZÖ ottiene solamente il 3,53% e nessun eletto. Di seguito, Josef Bucher, Presidente della BZÖ dal 2009, ha dato le sue dimissioni il 2 ottobre 2013 e Gerald Grosz è stato eletto il nuovo presidente della BZÖ.
Inizialmente il partito aveva candidato alle elezioni europee del 2014 Ulrike Haider-Quercia come capolista. Tuttavia questa ha successivamente ritirato la sua candidatura dopo alcune divergenze con il partito per la sua linea politica anti-europeista. Il partito ha candidato così come capolista indipendente l'eurodeputata Angelika Werthmann, proveniente dal gruppo ALDE.
Alle elezioni europee del 2014 la BZÖ crolla allo 0,47%.

## Ideologia
L'Alleanza per il Futuro dell'Austria (la BZÖ) è un partito che al periodo della sua fondazione veniva considerata un partito populista di destra e liberista.
In ambito europeo, la BZÖ è favorevole ad una maggiore integrazione comunitaria. Tuttavia, il partito ha più volte sostenuto la creazione di un'Eurozona a doppia velocità, per dare un più ampio margine di manovra ai paesi nordici (Euro Forte); mentre ai paesi dell'Europa meridionale dovrebbe essere consentito di utilizzare una valuta più indebolita (il cosiddetto Euro Debole). Il partito BZÖ promuove l'immigrazione comunitaria, mentre propone restrizioni nell'ambito dell'immigrazione extracomunitaria. Il partito ha inoltre sostenuto che tutti i cittadini UE residenti in Austria debbano avere gli stessi diritti di accesso al welfare dei cittadini austriaci. Queste posizioni hanno dunque contribuito a modificare in maniera profonda l'immagine del partito, che risulta perciò molto più moderato del rivale di estrema destra FPÖ.

## Presidenti del partito
- Jörg Haider (2005 - 2006)
- Peter Westenthaler (2006 - 2008)
- Jörg Haider (agosto 2008 - 11 ottobre 2008)
- Stefan Petzner (12 ottobre 2008 - 19 novembre 2008)
- Herbert Scheibner (19 novembre 2008 - 26 aprile 2009)
- Josef Bucher (26 aprile 2009 - 2 ottobre 2013)
- Gerald Grosz (2 ottobre 2013 - 30 marzo 2015)
- Johanna Trodt-Limpl (30 marzo 2015 - 3 giugno 2017)
- Helmut Nikel (3 giugno 2017 - in carica)

## Risultati elettorali
| Elezione          | Voti    | %    | Seggi   |
| ----------------- | ------- | ---- | ------- |
| Parlamentari 2013 | 165 746 | 3,53 | 0 / 183 |